# تشانغده
تشانغده (بالصينية: 常德市 )‏ هي مدينة على مستوى محافظة، في جمهورية الصين الشعبية، تتبع خونان، بلغ عدد سكانها 6,011,000 نسمة في 2004، تبلغ مساحتها 18,189.8 كيلومتر مربع، رمزها البريدي هو 415000.

## مدن توأم
المدن التوأم:
- هيغاشيومي، شيغا.

## التقسيمات الإدارية
- Wuling, Changde [الإنجليزية]‏
- Dingcheng, Changde [الإنجليزية]‏
- Anxiang County [الإنجليزية]‏
- Hanshou County [الإنجليزية]‏
- Li County, Hunan [الإنجليزية]‏
- Linli County [الإنجليزية]‏
- Taoyuan County [الإنجليزية]‏
- Shimen County [الإنجليزية]‏
- جينشى  [لغات أخرى]‏.